# Guillaume Sudre
Guillaume Sudre (ou Guillaume de la Sudrie) né à Laguenne près de Tulle fut évêque de Marseille de 1361 à 1366, puis cardinal de 1366 à sa mort survenue à Avignon le 28 septembre 1373.

## Biographie
Guillaume Sudre, né à Laguenne, fut dominicain à Brive. Dès 1350, le pape l’appela à Avignon pour régir les écoles du palais apostolique. Le pape Innocent VI le nomma évêque de Marseille par bulle du 27 août 1361. Il prit pour vicaire Guillaume de Roquevaire, dernier seigneur de ce nom qui fut employé dans l’administration spirituelle et temporelle de l’évêché.
Le premier acte qu’il accomplit en tant qu’évêque de Marseille fut la consécration qu’il fit le 22 mai 1362 des trois abbesses de Saint-Sauveur, Saint-Pons et Sion. En 1364 il donna pour deux ans la direction des écoles de la ville de Marseille à un bachelier du diocèse de Chartres. Au mois de mai 1365 il participe à Apt au concile provincial qui s’efforce de remettre en vigueur les décisions prises aux deux conciles de Saint-Ruf. Le 4 juin 1365 il fut présent au couronnement de l’empereur Charles IV à Arles. En octobre 1365 il reçut le pape Urbain V qui vint à Marseille pour inaugurer les nouvelles constructions qu’il avait fait réaliser à l’abbaye de Saint-Victor.
Sa préoccupation du renouveau spirituel ne l’empêcha pas de faire face aux questions temporelles ; il fit réaliser des travaux défensifs pour résister aux éventuelles incursions des bandes armées appelées grandes compagnies. Pour cela il fit réparer les murailles et fortifications qui furent pourvues de capitaines chargés de la défense. 
Guillaume Sudre fut le premier cardinal créé par Urbain V le 18 septembre 1366 et dut donc quitter Marseille pour Avignon. Il accompagna le pape en 1367 en Italie. En 1369 il reçut la profession de foi de Jean V Paléologue, empereur de Constantinople. Revenu en France en 1370 avec le pape Urbain V, il mourut à Avignon le 28 septembre 1373 et y fut enseveli dans l’église des Dominicains.

## Armoiries
Ses armoiries sont : de gueules à la bande d'argent chargée de quatre chevrons de sable. 